# Sims 2 Mobile
Siguiendo la línea de Los Sims 2, Los Sims 2 Mobile (En inglés, The Sims 2 Mobile ), impresiona con su gran desarrollo en comparación con otros juegos para teléfonos móviles.
A diferencia de Los Sims 2 para otras plataformas, los personajes sólo los puedes elegir de una lista.
El juego mantiene las características básicas de Los Sims:
- Puedes ampliar la casa y comprar muebles.
- Puedes trabajar para ganar dinero.
- Puedes hacer amigos, enamorarte y casarte.
- Necesitas satisfacer todas las necesidades básicas de tu Sim.

## Trabajos
Los trabajos se obtienen haciendo amistades en tu propia casa; y comienzas generalmente como Chef. Pero a medida que vas adquiriendo más puntos de experiencias, puedes ser ascendido y ganar más dinero.
Los puntos de experiencia se presentan en 2 variantes:
- Manuales, que se obtienen cocinando.
- Sociales, que ganas practicando un discurso.

## Amistades
Las amistades se logran hablando o realizando acciones positivas con otro Sim, tales como contar chistes, jugar, y hablar de otros Sims. Si se realizan muchas acciones positivas, ambos Sims serán amigos. Dichas acciones pueden seguir realizándose, hasta alcanzar niveles de amistad altos, pudiendo enamorarse y llegar incluso al matrimonio.
Existen también acciones negativas, que pueden desencadenar en enemistades entre ambos personajes.
El juego consta de 6 amistades con el que el Sim puede interactuar que son: Ben, Penny, Jhon, Kitty, Lorna e Ian

## Economía
La unidad monetaria, al igual que en Los Sims 2 para otras plataformas, son los Simoleones, cuyo símbolo es «§». Al casarse el/la personaje con otro Sim, los fondos económicos de ambos se reúnen en uno, aumentando los fondos del jugador.

## Necesidades
Las necesidades de tu Sim son:
- Hambre
- Sueño
- Vejiga
- Higiene
- Social
- Diversión

Todas estas presentes en Los Sims 2 de otras plataformas.

## Especificaciones técnicas
Desarrollado como siempre por EA, esta totalmente en línea con las otras versiones del videojuego, sin desvirtuarse los objetivos y desarrollo.
Los Sims 2 Mobile está desarrollado para pantallas 130 X 130 en 65.000 colores o más. Se utiliza una consola para ver los deseos de tu Sim. El sonido no es de gran calidad, y se limita a "clics" con uno que otro sonido menor. En cuanto a las animaciones, estas son mínimas, haciendo incluso que los Sims que visitan tu casa no puedan moverse.

## Crítica
Como punto a favor, está que no ha recibido grandes cambios y modificaciones al pasar de una plataforma a otra, y que el objetivo y desarrollo siempre será el mismo. Además, las acciones posibles con tu Sim no han disminuido mucho.
Como punto en contra, está que la parte audiovisual (animaciones, sonidos, gráfica), no está bastante desarrollada en su versión 128 X 128, sumado al hecho de que tu Sim sólo puede salir de Casa para trabajar. En la versión de pantalla larga, las animaciones son de bastante mejor calidad.

## Presentación
La presentación del juego varía según el tamaño del monitor, así como algunas acciones y características. Por ejemplo, sólo puedes crear tus personajes en la versión 128x176, en cambio, la versión mínima de 128x128 sólo te permite escogerlo de una lista. Comúnmente la presentación más usada en los teléfonos móviles, es de 240x320 pixeles